# Microsoft Flight
Microsoft Flight es una simulación de vuelo para aficionados de Microsoft Studios creada como un derivado de la serie Microsoft Flight Simulator. El juego se ofrece "free-to-play"; cobrar a los jugadores por descargar contenido adicional, aviones o escenarios.
En julio de 2012, Microsoft dejó de desarrollar el juego de forma permanente para realinear sus "objetivos y planes de desarrollo a largo plazo". El juego principal, que incluye el avión Icon A5 y el área de escenario de la Isla Grande de Hawái, permaneció disponible como descarga gratuita durante algún tiempo después de eso, pero ya no está disponible. Podría ampliarse con contenido descargable adicional (DLC) del Marketplace integrado de Games For Windows en Xbox Live.
Microsoft cerró Xbox.com PC Marketplace el 22 de agosto de 2013. Los artículos comprados anteriormente todavía se pueden usar y el software Flight todavía se puede descargar, pero no se pueden adquirir artículos a través del mercado.

## Desarrollo
El juego fue lanzado oficialmente el 29 de febrero de 2012. Anteriormente, se publicaron detalles limitados sobre Flight, pero Microsoft sugirió que su realismo y precisión atraerán a los entusiastas de los vuelos, mientras que los nuevos tipos de juego atraerán a los recién llegados. El juego está integrado con la plataforma Games for Windows – Live, que permite a los jugadores con cuentas Live unirse y organizar sesiones multijugador usando un Gamertag. La introducción de Live significó que el cliente GameSpy ya no estaría en uso.
Introdujo un nuevo modelo de DLC, integrado con Games For Windows Marketplace. Todos los complementos de Flight se pueden comprar e instalar en el juego desde un mercado central. No se ofreció SDK público para Flight, con todo el DLC desarrollado por Microsoft Studios. El 1 de diciembre de 2011 se instaló una aplicación beta en el sitio web. Se publicó un anuncio en la página oficial de Facebook de Flight (el 13 de diciembre de 2011) que indica que se publicó un canal oficial de YouTube que contiene los episodios web actuales. Se anunció el 4 de enero de 2012 que sería un juego gratuito en la primavera de 2012. El 6 de febrero de 2012, anunció que Microsoft Flight se podría descargar gratis el 29 de febrero de 2012. También se anunció que el primer paquete de expansión se lanzaría el mismo día.

## Cancelación
El 25 de julio de 2012, Microsoft anunció que había cancelado el desarrollo adicional de Microsoft Flight, alegando que esto era parte del "flujo y reflujo natural" de la administración de aplicaciones. Los revisores indicaron que las ventas pueden haber sido lentas debido a la competencia de otros productos, como X-Plane y que Microsoft Flight tenía menos opciones de aviones, terrenos y complementos de terceros que su predecesor y era menos auténtico. Microsoft seguirá apoyando a la comunidad y ofrecerá Flight como descarga gratuita.
Después de anunciar el final del desarrollo, Microsoft continuó afinando el núcleo del programa con una prueba beta posterior al lanzamiento que involucró a los usuarios de Steam, con la actualización del título 1.1.1.30063 lanzada el 25 de septiembre de 2012. La actualización no contenía contenido nuevo, solo correcciones de errores.
El 22 de agosto de 2013, Microsoft anunció el cierre de Xbox PC Marketplace, eliminando Microsoft Flight y la posibilidad de jugarlo en Steam.
El 3 de julio de 2014, Microsoft anunció que estaba programado que Flight fuera a tierra el 14 de octubre de 2014, momento en el que se cerraron los servidores multijugador. Esto afectó las funciones en línea, como el modo multijugador y los aerocachés; la experiencia para un jugador se mantuvo prácticamente intacta.

## Actualizaciones
Flight presenta nuevos aviones, escenarios y terrenos, un motor meteorológico renovado y nuevos elementos de juego para usuarios de todos los niveles. El nuevo motor meteorológico genera nubes y efectos meteorológicos más realistas, incluida la niebla que se mezcla bien con el terreno circundante, que los lanzamientos anteriores del simulador de vuelo de Microsoft (Microsoft Flight Simulator X) no pudieron mostrar. Como se ve en las capturas de pantalla, las mejoras gráficas más notables son los modelos de sombreador más nuevos. Parte de la mejora es una iluminación más realista y sombras propias en los aviones. Los modelos visuales de la aeronave han mejorado mucho con respecto a los de las versiones anteriores del simulador de vuelo. Flight también presenta un sistema de misiones mejorado (sobre FSX).

### Contenido descargable
El juego principal, que incluye el avión Icon A5 y el área de escenario de la Isla Grande de Hawái, se puede descargar gratis desde el sitio web del juego. Luego se puede ampliar con contenido descargable adicional (DLC) del Marketplace integrado de Games For Windows.

## Recepción
Poco después del lanzamiento, Microsoft Flight recibió una puntuación crítica de 64/100 en el sitio del agregador de reseñas Metacritic. 